# Fusillade de l'école no 175 de Kazan
La fusillade de l'école no 175 de Kazan, capitale du Tatarstan en Russie, est commise le 11 mai 2021.
L'auteur des tirs est rapidement arrêté le jour même. Il se nomme Ilnaz Galiaviev (en russe : Ильназ Галявиев) et est un ancien élève de l'école âgé de 19 ans.

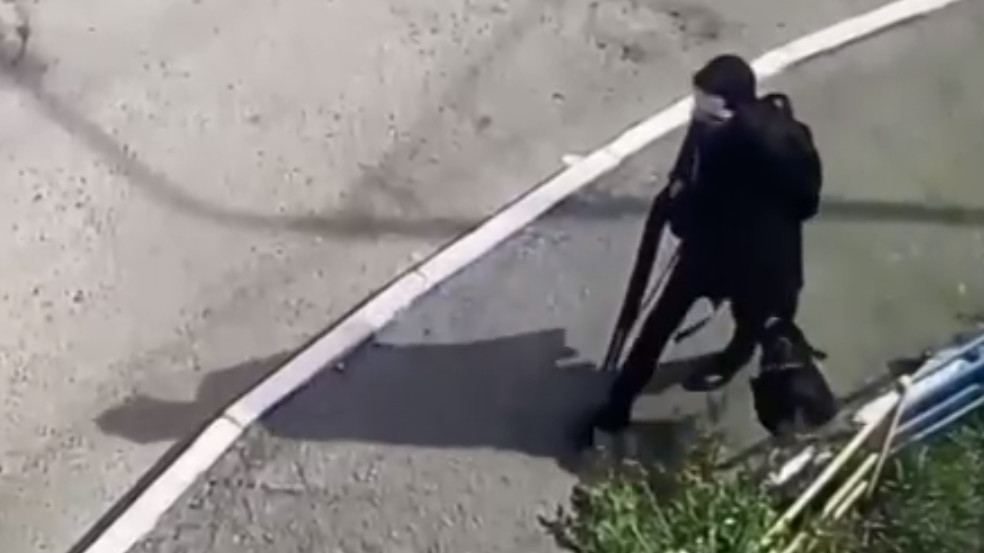
Ilnaz Galiaviev filmé par une caméra de surveillance alors qu'il s'approche de l'école.